# CIÉ-Klasse 8100
Die CIÉ-Klasse 8100 (CIÉ 8100 Class) ist ein breitspuriger elektrischer Triebwagen der irischen Staatsbahn Iarnród Éireann (IÉ). Gebaut wurden die Fahrzeuge für deren Vorgänger Córas Iompair Éireann (CIÉ).

## Geschichte und Beschreibung

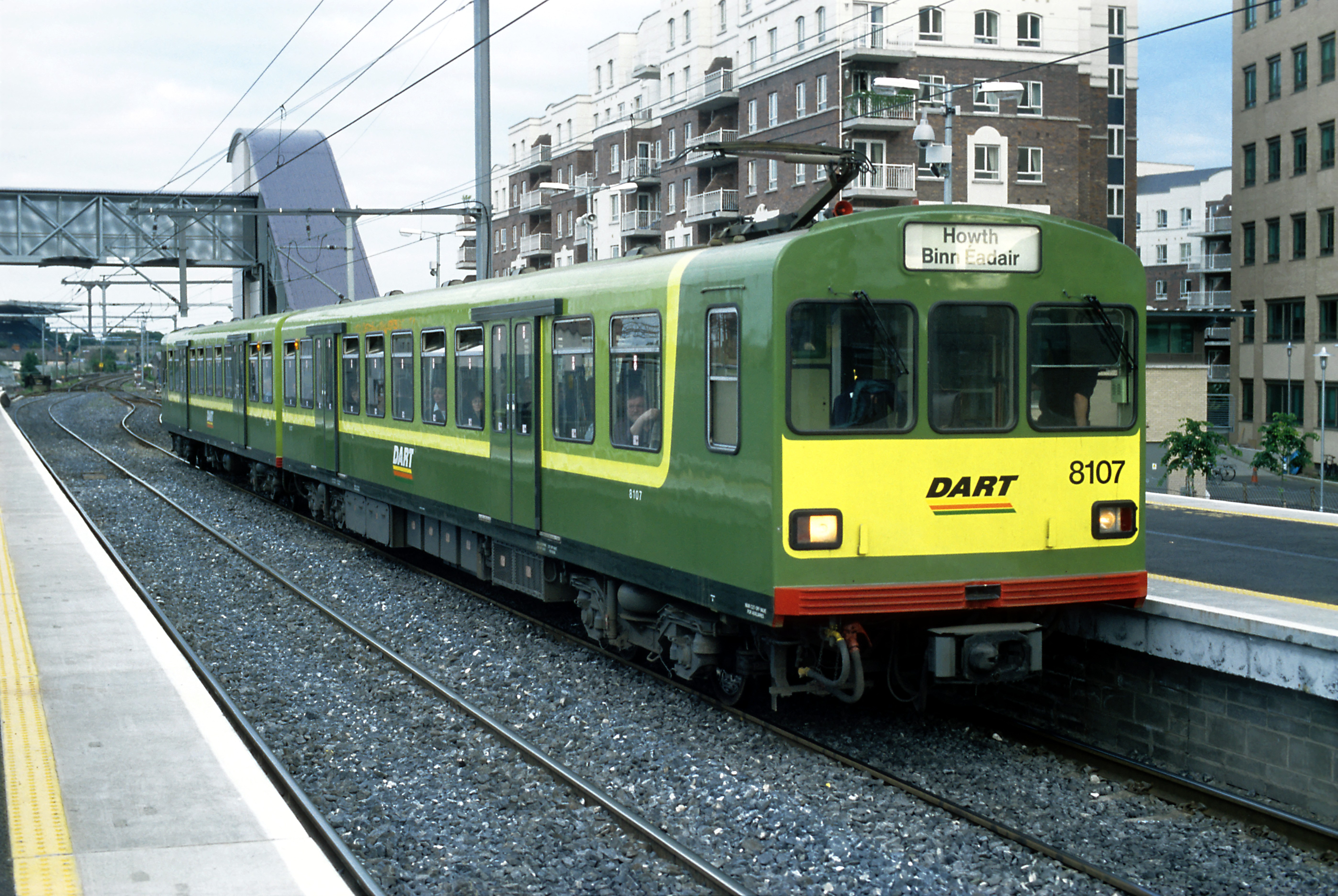
Triebwagen 8107 mit aktueller Lackierung und ursprünglicher Front im Bahnhof Grand Canal Dock (2001)

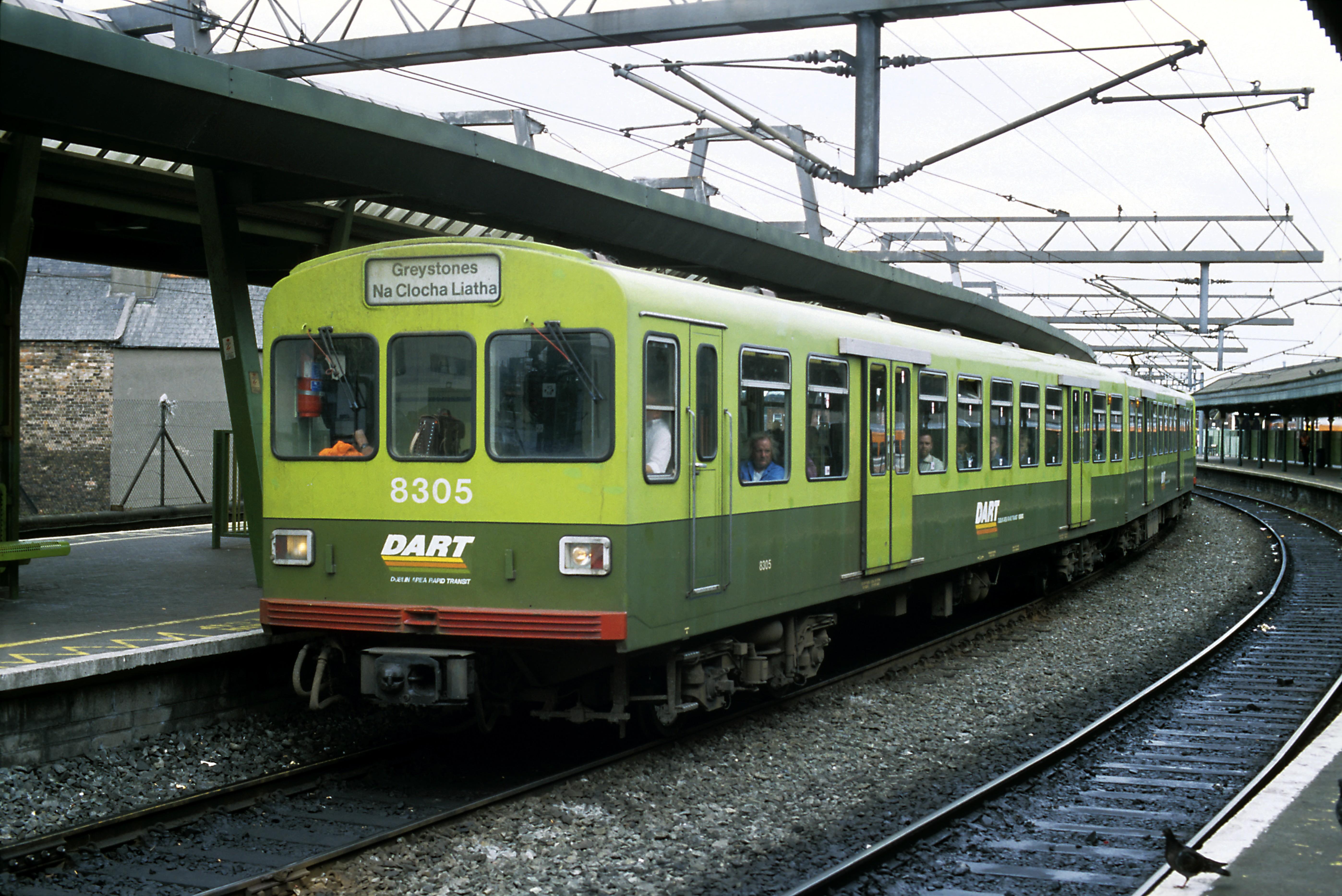
Steuerwagen 8305 in ursprünglicher Farbgebung im Bahnhof Dublin Conolly (1994)

1984 ging der erste Abschnitt des S-Bahn-ähnlichen Nahverkehrssystems Dublin Area Rapid Transit (DART) der irischen Hauptstadt Dublin in Betrieb. Zu diesem Zweck wurden die von dort ausgehenden Eisenbahnstrecken zu den Vororten Bray und Howth ausgebaut und mit 1500 V Gleichspannung elektrifiziert.
Für den Betrieb dieser ersten elektrisch betriebenen Strecke Irlands bestellte und erwarb die CIÉ 40 Doppeltriebwagen mit der Achsfolge Bo’Bo’+2’2’ bei Linke-Hofmann-Busch in Salzgitter und reihte sie als 8100 Class (Triebwagen) bzw. 8300 Class (Steuerwagen) in ihr Nummernschema ein. Die in den Jahren 1983 und 1984 gebauten Fahrzeuge laufen auf Gleisen mit einer Spurweite von 1600 mm. Die Triebwagen beziehen ihren Strom über einen Dachstromabnehmer aus einer Oberleitung. Mittels Scharfenbergkupplungen konnten ursprünglich bis zu drei Einheiten miteinander gekuppelt als Zug verkehren. Im Jahr 2007 liefen noch nicht umgebaute Doppeltriebwagen vorübergehend auch als Achtwagenzüge.
Die 2898 mm breiten Wagenkästen bestehen aus Stahl, die Höchstgeschwindigkeit der 548 kW starken Fahrzeuge beträgt 100 km/h. Trieb- und Beiwagen wiesen nach ihrer Ablieferung je 72 Sitze und 16 Klappsitze auf. Die Klappsitze wurden in den späten 1980er Jahren entfernt, zugunsten von Stehplätzen in den späten 1990er Jahren zudem 16 Sitze in den Steuerwagen.
In den Jahren 2005 bis 2007 wurden die Fahrzeuge bei Siemens in Leipzig umgebaut und ertüchtigt. Dabei wurden unter anderem die Fronten verändert, die Zahl der Sitzplätze zugunsten von Raum für Rollstühle auf 64 pro Wagen reduziert und ein elektronisches Fahrgastinformationssystem installiert. Hinzu kamen veränderte Markierungslichter, ein Türschließwarnsystem und eine Gleitschutzeinrichtung; die analoge Antriebsschlupfregelung wurde durch eine digitale ersetzt.
2001 wurden mehrere Fahrzeuge ertüchtigt, um mit solchen der Nachfolgebaureihe 8600 Class Sechswagenzüge zu bilden. Nach ihrem Umbau bei Siemens in den Jahren 2005 bis 2007 entfiel diese Möglichkeit wieder.
Am 13. September 2017 entgleiste ein Zug bei geringer Geschwindigkeit im Bahnhof Dún Laoghaire. Ursache war menschliches Versagen, Personen kamen nicht zu Schaden.
Sämtliche Fahrzeuge sind im Fairview DART Depot in Dublin beheimatet. Am 14. Juli 2001 wurden dort bei einem Brand die Doppeltriebwagen 8110/8310 und 8136/8336 stark beschädigt und anschließend verschrottet. Die übrigen Fahrzeuge sind nach wie vor vorhanden und im Einsatz.